# تامودا (داغستان)
تامودا (به لاتین: Tamuda) یک منطقهٔ مسکونی در روسیه است که در داغستان واقع شده‌است.